# اومورلو
اومورلو (به ترکی استانبولی: Umurlu) شهری است در کشور ترکیه که در استان آیدین واقع شده‌است. جمعیت این شهر بر اساس سرشماری سال ۲۰۰۸ میلادی ۱۱٬۴۳۹ نفر و بر اساس برآوردهای سال ۲۰۰۹ میلادی ۱۱٬۲۸۳ نفر می‌باشد.